# イラン帝国空軍輸送機墜落事故
イラン帝国空軍輸送機墜落事故（イランていこくくうぐんゆそうきついらくじこ）とは1976年5月9日に発生した航空事故である。マドリードの空港への着陸体制に入っていたイラン帝国空軍48便（ボーイング747-131F）がアドルフォ・スアレス・マドリード＝バラハス空港の手前に墜落し、乗員乗客17人全員が死亡した。

## 事故機

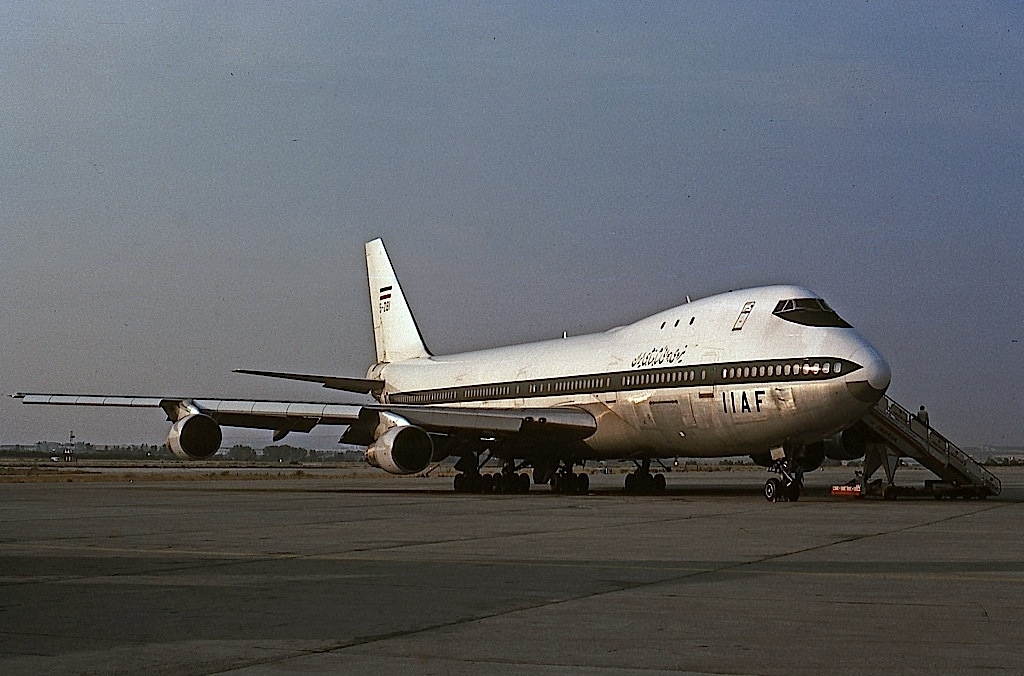
事故機と同じ塗装を施されたイラン空軍のボーイング747

事故機のボーイング747-131F（5-283）は製造番号19677として製造され、1970年9月15日に初飛行し、11日後の9月26日にトランス・ワールド航空に引き渡された。当初の機体記号はN53111であった。
その後、1975年にイラン帝国空軍へと売却された。その際にウィチタにあるボーイングの工場にて貨物機へ改造され、貨物用の大きいドアが左側に追加された。この時に機体記号はN53111から5-283へと変更された:3。
事故機の最後のメンテナンスは事故の僅か5日前に行われ、そこから計16時間飛行していた。その後の事故調査で、この検査の結果についてアメリカ側は何も知らされていなかった事が判明している:3。

## 事故
イラン帝国空軍48便はマドリード経由でニュージャージー州にあるマグワイヤ空軍基地へ向け、テヘランのメヘラーバード国際空港をグリニッジ標準時で午前8時20分に飛び立った。この便には7人の乗客と10人の乗務員が搭乗していた。離陸後機体はFL330（高度9400m）まで上昇。機体総重量は115,500kgのジェット燃料も含めて276,827kgであり、規定の範囲内だった:3。
中央ヨーロッパ時間で15時15分に48便はマドリードの航空管制センター（ARTCC）に着陸予定時刻について14時40分頃を予定していると報告。管制官はその4分後にARTCCからCastejonビーコン経由でCPL VORへの進入を許可した。15時22分に48便は経由地の天候の連絡をもらい、3分後の15時25分にFL100への降下が許可された。これを受け降下を開始した。
丁度この日、スペイン上空をサイクロンが通過し、イベリア半島の各地は雷雨に見舞われていたが、マドリード周辺の視界は良好であり、現地の気象台から警報等は発出されていなかった。15時30分に悪天候の為アサインされたルートを左に外れ、2分後にはARTCCは48便に5,000 ft (1,500 m)の着陸路への降下の許可を出し、マドリード空港のアプローチへの連絡を行うよう伝えた。33分にはマドリードアプローチへの連絡を行い、その際に進行方向への天候が悪化している事と雷雲を避けるルートへの飛行許可をリクエストした。
アプローチ担当の管制官は48便にレーダーコンタクトに成功したと伝え、クルーへ指示のコンファームを行うよう伝えた。クルーはコンファームし、Castejonビーコンを通過した。 その後管制官は260度の方角のまま飛行するよう指示し、クルーも従う旨を連絡した上で5,000 ft (1,500 m)の高度に入ったと連絡。これが48便からの最後の通信だった:2–3。
同時刻、ヴァルデモロの南の場所で地元住民が220度の方角へ向かい6,000フィート (1,800 m)程の高度を飛ぶ飛行機を目撃していた。48便のクルーは悪天候の中を飛んでいたものの特に気にしている様子ではなかったが、15時34分に乗務員の一人が「大変だ！」と発言。3秒後に地上の目撃者2人が飛行機に雷が落ち、その直後に第一エンジン付近の左翼が爆発するのを目撃。爆発した左翼は3つに分裂し:6、 そこから更に15個に分裂した:4。
この時点でブラックボックスは記録を停止したが、CVRはまだ記録を続けていた:6。CVRに記録されていた音声ではブラックボックスが停止したのと同時にオートパイロット解除警報が鳴り響き、左翼が機体から引き裂かれた事に気づかずクルーが何とか機体の制御をしようとするクルーの様子が記録されていた。片翼を失った48便は地面に一直線に落下し、落雷から僅か54秒後に海抜910メートル地点にある牧場へ15時35分に墜落。乗員乗客17人は全員死亡し、飛行機は完全に破壊された:3–5。

## 事故調査
事故後、イラン帝国空軍及びアメリカの国家運輸安全委員会が合同で事故調査に乗り出した。
事故調査の結果、事故機に落ちた雷はコックピット付近の胴体を直撃し、左翼の端にある放電索を通過した。この時に11,200 kg (24,700 lb):11のジェット燃料を抱えた左翼の第一燃料タンクの中にあるバルブのサーキット内でスパークが発生し:25 、これが気化した燃料に引火。この時発生した爆風は80 psi (5.5 bar)であったと推測され、これによりタンクの壁が崩壊し、翼内のトリムの分離とサイドメンバーへのダメージが発生。左翼の空気抵抗が著しく悪化し、丁度高速で乱気流を通過していたこともあり負荷に耐えられなくなった左翼が一気に破壊されたと結論付けられた:14–17, 28。
NTSBは最終的にこの翼の分離は負荷によるものなのか、落雷が直接的な原因だったのかを断定する事は出来なかった:26–27。